# 娄底市
娄底市是中华人民共和国湖南省下辖的地级市，位于湖南省中部。市境西界怀化市，北临益阳市，东北接长沙市、湘潭市，东南毗衡阳市，南抵邵阳市。地处湘中丘陵区西北部，雪峰山脉东缘，地势西高东低。东部涟水自西向东注入湘江，西部资水由南向北汇入洞庭湖，西北部有柘溪水库。全市总面积8,110平方公里，人口376.01万，市人民政府驻娄星区湘中大道。娄底是湖南的钢铁、能源、矿产和化工重镇，也是省内重要的铁路枢纽，洛湛、沪昆铁路、沪昆高铁在此交汇。

## 历史
“娄底”这一地名首次出现在清朝康熙十二年（1673年）编纂的《湘乡县志》，宋朝时期名为“楼底”，后雅化为“娄底”。而据娄底本地民众的说法，娄底因地处“娄星和氐星交相辉映之处”而得名。不过有学者对此有不同看法，学者刘道锋认为娄底一名起源于“垴底”，后因地名雅化而易为“娄底”。“垴底”意为小山底下，而娄底市区主要街道乐坪街原本也为一座小山头，符合地形特点。
明、清属长沙府、宝庆府。1914年属湘江道，1922年直属湖南省。1950年初，东部属益阳专区，西部属邵阳专区。1952年属邵阳专区，1968年属邵阳地区。1977年，析邵阳地区北部置涟源地区，地区行政公署驻蓝田镇。1978年，地区行政公署迁娄底镇，1980年，娄底镇改设娄底市（县级）。1982年，涟源地区改名为娄底地区。1999年1月，撤销娄底地区和县级娄底市，改设地级娄底市；原县级娄底市改置娄星区。

## 地理
娄底市位于湘中腹地，东经110°45′40"－112°31′07"，北纬27°12′31"－28°14′27"之间，西部和西南部属湘西山区；东部属湘中丘陵区，地形起伏平缓。东部涟水自西向东注入湘江，西部资水由南向北汇入洞庭湖。东邻湘潭市、长沙市，南傍衡阳市，北接益阳市，西南与邵阳市毗连，西北与怀化市接壤。

### 气候
属中亚热带季风气候区，全年平均气温16℃－17.3℃，年平均日照时间1538小时。
| 娄底市气象数据（1981年至2010年） | 娄底市气象数据（1981年至2010年） | 娄底市气象数据（1981年至2010年） | 娄底市气象数据（1981年至2010年） | 娄底市气象数据（1981年至2010年） | 娄底市气象数据（1981年至2010年） | 娄底市气象数据（1981年至2010年） | 娄底市气象数据（1981年至2010年） | 娄底市气象数据（1981年至2010年） | 娄底市气象数据（1981年至2010年） | 娄底市气象数据（1981年至2010年） | 娄底市气象数据（1981年至2010年） | 娄底市气象数据（1981年至2010年） | 娄底市气象数据（1981年至2010年） |
| 月份                             | 1月                              | 2月                              | 3月                              | 4月                              | 5月                              | 6月                              | 7月                              | 8月                              | 9月                              | 10月                             | 11月                             | 12月                             | 全年                             |
| -------------------------------- | -------------------------------- | -------------------------------- | -------------------------------- | -------------------------------- | -------------------------------- | -------------------------------- | -------------------------------- | -------------------------------- | -------------------------------- | -------------------------------- | -------------------------------- | -------------------------------- | -------------------------------- |
| 历史最高温 °C（°F）              | 23.4 (74.1)                      | 29.7 (85.5)                      | 33.6 (92.5)                      | 35.5 (95.9)                      | 36.7 (98.1)                      | 37.9 (100.2)                     | 39.7 (103.5)                     | 41.2 (106.2)                     | 38.5 (101.3)                     | 36.0 (96.8)                      | 32.4 (90.3)                      | 24.2 (75.6)                      | 41.2 (106.2)                     |
| 平均高温 °C（°F）                | 8.7 (47.7)                       | 10.9 (51.6)                      | 15.2 (59.4)                      | 21.8 (71.2)                      | 26.8 (80.2)                      | 29.8 (85.6)                      | 33.4 (92.1)                      | 32.9 (91.2)                      | 28.8 (83.8)                      | 23.2 (73.8)                      | 17.7 (63.9)                      | 11.9 (53.4)                      | 21.8 (71.2)                      |
| 日均气温 °C（°F）                | 5.4 (41.7)                       | 7.5 (45.5)                       | 11.3 (52.3)                      | 17.5 (63.5)                      | 22.4 (72.3)                      | 25.8 (78.4)                      | 29.1 (84.4)                      | 28.4 (83.1)                      | 24.3 (75.7)                      | 18.9 (66.0)                      | 13.3 (55.9)                      | 7.8 (46.0)                       | 17.6 (63.7)                      |
| 平均低温 °C（°F）                | 2.8 (37.0)                       | 4.9 (40.8)                       | 8.3 (46.9)                       | 14.1 (57.4)                      | 18.9 (66.0)                      | 22.6 (72.7)                      | 25.6 (78.1)                      | 24.9 (76.8)                      | 21.0 (69.8)                      | 15.7 (60.3)                      | 10.0 (50.0)                      | 4.6 (40.3)                       | 14.4 (58.0)                      |
| 历史最低温 °C（°F）              | −5.1 (22.8)                      | −4.7 (23.5)                      | −1.6 (29.1)                      | 3.1 (37.6)                       | 9.8 (49.6)                       | 14.7 (58.5)                      | 19.0 (66.2)                      | 16.6 (61.9)                      | 12.6 (54.7)                      | 4.2 (39.6)                       | −1.3 (29.7)                      | −9.2 (15.4)                      | −9.2 (15.4)                      |
| 平均降水量 mm（）                | 66.8 (2.63)                      | 85.7 (3.37)                      | 126.1 (4.96)                     | 176.7 (6.96)                     | 201.4 (7.93)                     | 219.5 (8.64)                     | 133.9 (5.27)                     | 119.1 (4.69)                     | 59.2 (2.33)                      | 80.4 (3.17)                      | 67.9 (2.67)                      | 46.2 (1.82)                      | 1,382.9 (54.44)                  |
| 平均相對濕度（％）               | 77                               | 78                               | 78                               | 78                               | 78                               | 80                               | 73                               | 74                               | 74                               | 74                               | 73                               | 72                               | 76                               |
| 来源：中国气象数据网             |                                  |                                  |                                  |                                  |                                  |                                  |                                  |                                  |                                  |                                  |                                  |                                  |                                  |

## 政治

### 现任领导
| 机构     | · 中国共产党 · 娄底市委员会 | 娄底市人民代表大会 常务委员会 | 娄底市人民政府 | · 中国人民政治协商会议 · 娄底市委员会 |
| 职务     | 书记                        | 主任                          | 市长           | 主席                                  |
| -------- | --------------------------- | ----------------------------- | -------------- | ------------------------------------- |
| 姓名     | 曾超群                      | 戴德清                        |                | 梁立坚                                |
| 民族     | 汉族                        | 汉族                          |                | 汉族                                  |
| 籍贯     | 湖南省邵东市                | 湖南省浏阳市                  |                | 湖南省涟源市                          |
| 出生日期 | 1975年9月（49歲）           | 1966年1月（59歲）             |                | 1972年10月（52歲）                    |
| 就任日期 | 2025年4月                   | 2022年1月                     |                | 2022年1月                             |

### 历任领导
| 市委书记 - 余英生（1999年7月－2000年4月） - 张建功（2000年4月－2003年3月） - 蔡力峰（2003年2月－2008年1月） - 林武（2008年3月－2012年12月） - 龚武生（2012年12月－2016年3月） - 李荐国（2016年3月－2019年12月） - 刘非（2019年12月－2021年10月） - 邹文辉（2021年10月－2025年4月） - 曾超群（2025年4月－） | 市长 - 刘云柱（2000年4月－2005年6月） - 林武（2005年6月－2008年3月） - 张硕辅（2008年4月－2011年6月） - 易鹏飞（2011年6月－2015年3月） - 李荐国（2015年4月－2016年3月） - 杨懿文（2016年3月－2021年4月） - 曾超群（2021年4月－2025年4月） |

### 行政区划

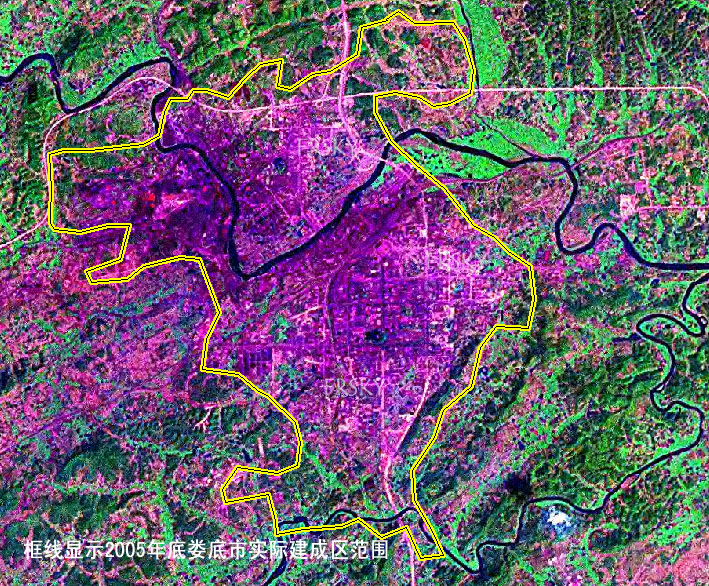
娄底市城区卫星图（底图2000，建成区范围2005-12）

娄底市下辖1个市辖区、2个县，代管2个县级市。
- 市辖区：娄星区
- 县级市：冷水江市、涟源市
- 县：双峰县、新化县

此外，娄底市还设立以下经济管理区：娄底经济开发区、万宝新区。

## 人口
根据2010年第六次人口普查，娄底全市常住人口3,785,627人，占湖南人口的5.76%居第11位，人口密度467人/公里2；户籍人口4,323,497人，占全省户籍人口的6.11%；人口净流出量537,869人，占户籍人口的 12.44%；男女性别比为106.32比100。按受教育程度分，大学以上文化程度占总人口的6.08%，初中以上文化程度占总人口的62.53%，文盲人口仅占3.20%。辖区内共有1,091,256个家庭户，家庭户人口3,631,452人，占总人口的95.93%；家庭平均人口规模3.33人。年龄构成上，14岁及以下人口726,941人，占总人口的19.20%；15－64年人口2,681,995人，占70.85%；65岁及以上老年人口376,691人，占总人口的9.95%。 
根据2020年第七次全国人口普查，全市常住人口为3,826,996人。同第六次全国人口普查的3,784,634人相比，十年共增加了42,362人，增长1.12%，年平均增长率为0.11%。其中，男性人口为1,960,551人，占总人口的51.23%；女性人口为1,866,445人，占总人口的48.77%。总人口性别比（以女性为100）为105.04。0－14岁的人口为861,343人，占总人口的22.51%；15－59岁的人口为2,226,697人，占总人口的58.18%；60岁及以上的人口为738,956人，占总人口的19.31%，其中65岁及以上的人口为565,860人，占总人口的14.79%。居住在城镇的人口为1,796,776人，占总人口的46.95%；居住在乡村的人口为2,030,220人，占总人口的53.05%。
2022年末，全市户籍总人口446.7万人，常住人口376.01万人，其中城镇人口182.37万人，乡村人口193.64万人，常住人口城镇化率为48.50%，比上年提高0.74个百分点。

### 民族
娄底以汉族人口为主，少数民族散居。2000年第五次人口普查数据显示，娄底全市共有汉族人口3,778,014人，占地区人口的99.86%；少数民族5,219人，仅占地区人口的0.14%，为湖南省少数民族人口最少的地区居第14位；中国55个少数民族中有33个民族分布。娄底过千人的少数民族有苗和土家族2个，分别为1,670和1,332人，占地区少数民族人口的比例达到32%和25.52%；居第3位的少数民族侗族有681人，占少数民族人口的13.05%。其余30个少数民族总人口1,536人，占地区少数民族人口的29.43%，其中回、瑶、壮、布依、满和蒙古6个民族人口均在百人以上，其余24个民族人口在10人以下。
2020年全市常住人口中，汉族人口为3,809,635人，占99.55%；各少数民族人口为17,361人，占0.45%。与2010年第六次全国人口普查相比，汉族人口增加33,472人，增长0.89%，占总人口比例下降0.23个百分点；各少数民族人口增加8,890人，增长104.95%，占总人口比例增加0.23个百分点。

## 交通

### 铁路
- 沪昆铁路
- 洛湛铁路
- 沪昆高铁

### 公路
- 沪昆高速
- 娄怀高速公路
- 二广高速
- 长韶娄高速公路
- 益娄衡高速公路
- 龙琅高速公路
- 207国道
- 234国道
- 320国道

## 全国重点文物保护单位
- 富厚堂
- 新化北塔
- 蔡和森、蔡畅故居
- 红二军团长征司令部旧址

## 教育

### 高等教育
- 湖南人文科技学院
- 娄底职业技术学院
- 潇湘职业学院

### 中等教育
- 双峰县第一中学
- 娄底市第一中学
- 娄底市第二中学
- 娄底市第三中学
- 娄底市第四中学
- 娄底市第五中学
- 娄底市第六中学
- 娄底市第七中学
- 娄底市第八中学
- 娄底市春元中学
- 娄底市蓝圃学校
- 娄底市楚英学校

## 友好城市
- 中国上海市静安区（1984年12月9日）
- 美国拉姆西市（2005年11月17日）
- 德国安贝格-苏尔茨巴赫县（2005年8月12日）
- 美国伊甸园市（2009年3月27日）
- 美国洛代市（2012年12月6日）
- 中国佛山市（2013年7月29日）

## 图册
|  |  |  |
|  |  |  |